# I Miti di Cthulhu
I Miti di Cthulhu. Collana di narrativa horror e gotica è stata una collana editoriale pubblicata in Italia da Fanucci Editore fra il 1985 e il 1993 e divisa internamente in due serie di, rispettivamente, 38 e 4 uscite.

## Storia editoriale
Sin dalla sua fondazione negli anni Settanta, Fanucci Editore aveva importato in Italia numerosi romanzi e racconti degli scrittori ottocenteschi Robert W. Chambers, Arthur Machen, Algernon Blackwood e William Hope Hodgson, autori canonici nei generi del macabro e del perturbante, e alcune raccolte tematiche dedicate al Ciclo di Cthulhu, l'universo narrativo creato negli anni Venti dallo statunitense Howard Phillips Lovecraft sulle pagine della rivista Weird Tales e posto in condivisione fra gli amici e colleghi di Lovecraft stesso. Tale scelta di materiali risultò determinante nei primi anni Ottanta, allorché i curatori editoriali Sebastiano Fusco e Gianni Pilo scelsero di ristrutturare il catalogo Fanucci sopprimendo le preesistenti collane miscellanee e organizzando le pubblicazioni future in base al genere: Fusco e Pilo istituirono infatti Il Libro d'Oro della Fantascienza e I Libri di Fantasy. Il Fantastico nella Fantascienza, due linee dedicate ai generi della fantascienza e del fantasy nelle loro varie forme, e accanto ad esse I Miti di Cthulhu, una collana esplicitamente specializzata proprio nella narrativa horror di matrice lovecraftiana.
Nei sue primi sei anni di attività, I Miti di Cthulhu propose essenzialmente due diversi tipi di materiali: da un lato Gianni Pilo (coadiuvato occasionalmente da Fusco e da Luigi Cozzi) allestì quindici raccolte di racconti dell'orrore nelle quali erano affiancati senza soluzione di continuità i modelli letterari prediletti da Howard Lovecraft (per esempio Machen, Chambers, Lord Edward Dunsany o Ambrose Bierce), gli autori appartenenti al cenacolo letterario di Weird Tales (in particolare Robert Bloch, Frank Belknap Long, Robert E. Howard e Henry Kuttner), e scrittori contemporanei sia anglofoni sia italiani epigoni dello stile lovecraftiano (fra gli altri Brian Lumley, John Ramsey Campbell, Ray Bradbury e Lin Carter), restituendo così delle panoramiche sull'evoluzione della letteratura horror a cavallo di tre "generazioni artistiche"; dall'altro lato la collana propose sedici volumi monografici sulla produzione di singoli maestri dell'orrore, fra i quali si distinsero per ampiezza i tre tomi sulle opere fantastiche di Arthur Conan Doyle (meglio noto per il ciclo giallo con protagonista Sherlock Holmes), e i sette tomi dedicati alla produzione di Clark Ashton Smith (celebrato collega e amico di Lovecraft), basati sia sulle quattro miscellanee predisposte da Smith stesso per Arkham House, sia sulle quattro monografie allestite da Lin Carter per la prestigiosa collana Ballantine Adult Fantasy Series di Ballantine Books. A questi nuclei primari si intervallarono cinque antologie di racconti su temi tradizionali del folklore curate da Domenico Cammarota (e in un caso da Pilo), nonché due romanzi autoconclusivi effettivamente ambientati entro il Ciclo di Cthulhu: va infatti notato che, a dispetto del titolo della collana, essa non pubblicò che una piccola quantità di racconti direttamente collegati all'universo narrativo lovecraftiano, e pressoché nessuno scritto di Lovecraft stesso; in effetti Fanucci pubblicò l'opera omnia dell'autore in dodici volumi fra 1987 e 1991 (con l'ultima uscita nel 1995), ma essa costituì una collana separata.
Alla fine del 1991 la pubblicazione de I Miti di Cthulhu fu interrotta con la 38ª uscita e all'inizio del 1992 la numerazione venne riavviata da capo, mentre la selezione dei testi fu riorientata sulla traduzione di romanzi recenti; questa seconda serie, però, fu chiusa già alla 4ª uscita nella primavera del 1993.
Tutti i 42 volumi della collana furono stampati in foliazione di 210x140 mm e rilegati in brossura. Le copertine presentavano illustrazioni centrali rettangolari racchiuse in una cornice bianca, che recava sul bordo superiore la dicitura "Collana di narrativa horror e gotica. I Miti di Cthulhu. Precursori, contemporanei e successori di H.P. Lovecraft".

## Elenco delle uscite
| N. | Autore                             | Titolo                                        | Note | Anno           | ISBN       |
| -- | ---------------------------------- | --------------------------------------------- | --- | -------------- | ---------- |
| 1  | Sebastiano Fusco (curatore)        | L'universo di Cthulhu                         | Comprende cinque racconti: tre di August Derleth, uno di James Wade e uno di Abraham Merritt. | Marzo 1985     |            |
| 2  | William H. Hodgson                 | La casa sull'abisso                           | Omnibus comprendente il romanzo breve eponimo e quattro racconti. | Novembre 1985  |            |
| 3  | Gianni Pilo (curatore)             | L'Orrore di Cthulhu                           | Comprende sei racconti: uno cadauno di Lin Carter, John Ramsey Campbell, Robert Bloch, Ambrose Bierce, Brian Lumley e August Derleth. | Marzo 1986     |            |
| 4  | Arthur Conan Doyle                 | L'anello di Toth. Tutti i racconti fantastici | Raccolta allestita per il mercato italiano, comprende il romanzo breve L'abisso di Atlantide e tre racconti. | Gennaio 1986   |            |
| 5  | Gianni Pilo (curatore)             | La Saga di Cthulhu                            | Comprende nove racconti: due di William H. Hodgson, uno cadauno di Joseph Sheridan Le Fanu, Brian Lumley, Lord Dunsany, Algernon Blackwood, August Derleth e Clark Ashton Smith, e un incompiuto di Smith completato da Lin Carter.                                                                         | Maggio 1986    |            |
| 6  | Clark Ashton Smith                 | Il destino di Antarion                        | Raccolta allestita per il mercato italiano, comprende due racconti di Averoigne, uno di Hyperborea, uno di Aihai, due degli "Altri regni", due del Bordo del Mondo, e tre autoconclusivi. | Marzo 1986     |            |
| 7  | Gianni Pilo (curatore)             | Il Segno di Cthulhu                           | Comprende cinque racconti: quattro di August Derleth e uno di William H. Hodgson. | Luglio 1986    |            |
| 8  | William H. Hodgson                 | I pirati fantasma                             | Omnibus comprendente il romanzo eponimo e un racconto. | Maggio 1986    |            |
| 9  | Gianni Pilo (curatore)             | Il Sogno di Cthulhu                           | Comprende cinque racconti: due di August Derleth e uno cadauno di G. G. Pendarves, E. Hoffmann Price e Domenico Cammarota. | Luglio 1986    |            |
| 10 | Algernon Blackwood                 | Il vecchio delle visioni                      | Raccolta allestita per il mercato italiano, comprende undici racconti. Ha in appendice un racconto di Giulio D'Amicone. | Luglio 1986    |            |
| 11 | Gianni Pilo (curatore)             | Il Richiamo di Cthulhu                        | Comprende cinque racconti: uno cadauno di Brian Lumley, Robert E. Howard, Eddie C. Bertin, Walter C. De Bill e Agostino Ponzo. | Gennaio 1987   | 8834700015 |
| 12 | Clark Ashton Smith                 | La Venere di Azombeii                         | Raccolta allestita per il mercato italiano, comprende un racconto degli "Altri regni", uno di Averoigne, e sedici autoconclusivi. | Febbraio 1987  | 8834700082 |
| 13 | Luigi Cozzi (curatore)             | La Furia di Cthulhu                           | Comprende un saggio di Arthur Machen e undici racconti: uno cadauno di Fritz Leiber, Henry Kuttner, August Derleth, Ambrose Bierce, Jean Ray, Ray Bradbury, Edmond Hamilton, Lord Dunsany, Gary Myers, William Sambrot e Mariano Rampini.                                                                   | Marzo 1987     | 8834700112 |
| 14 | Arthur Conan Doyle                 | Il capitano della Stella Polare               | Raccolta allestita per il mercato italiano, comprende sette racconti. | Settembre 1987 | 8834700147 |
| 15 | Robert Bloch                       | L'ira di Cthulhu                              | Romanzo autoconclusivo ambientato nell'universo del Ciclo di Cthulhu. | Maggio 1987    | 8834700201 |
| 16 | Domenico Cammarota (curatore)      | La notte dei vampiri                          | Comprende tredici racconti di vampiri. | Agosto 1987    | 8834700171 |
| 17 | Gianni Pilo (curatore)             | La Maschera di Cthulhu                        | Comprende sette racconti: uno cadauno di Joseph Payne Brennan, Fritz Leiber, Bob Van Laerhoven, Robert Bloch, Robert E. Howard, C. Hall Thompson e Domenico Cammarota. | Luglio 1987    | 883470021X |
| 18 | Clark Ashton Smith                 | Le metamorfosi della Terra                    | Raccolta allestita per il mercato italiano, comprende due racconti di Capitan Volmar, uno di Lemuria, e tre autoconclusivi. | Maggio 1987    | 8834700228 |
| 19 | Gianni Pilo (curatore)             | Il Tempo di Cthulhu                           | Comprende il romanzo L'occhio di Cthulhu di Angelo R. Mazzarese, due poesie di Neal Wilgus, e un racconto cadauno di James W. Shoffner, Carl Jeager e Giulio D'Amicone. | Settembre 1987 | 8834700279 |
| 20 | Domenico Cammarota (curatore)      | Notti di luna piena                           | Comprende nove racconti e una poesia di licantropi. | Settembre 1987 | 8834700341 |
| 21 | Gianni Pilo (curatore)             | La Via di Cthulhu                             | Comprende il romanzo breve La notte di Cthulhu di Luigi Cozzi, due poesie di Neal Wilgus, e un racconto cadauno di Brian Lumley e Allen Daniels. | Novembre 1987  | 8834700414 |
| 22 | Arthur Machen e Domenico Cammarota | Le creature della Terra                       | Raccolta allestita per il mercato italiano, comprende due poesie e quattro racconti di Machen e tre testi incompiuti di Machen terminati da Cammarota. | Dicembre 1987  | 8834700406 |
| 23 | Luigi Cozzi (curatore)             | Il furore di Cthulhu                          | Comprende quindici racconti: uno cadauno di John Reese, Nelson Bond, Edgar Allan Poe, John Jakes, Philip José Farmer, Oliver Onions, Jean Ray, Lord Dunsany, Robert E. Howard, John Ramsey Campbell, Mack Reynolds, Elisabeth Sanxay Holding, Fitz-James O'Brien, Angelo R. Mazzarese e Bernardo Cicchetti. | Gennaio 1988   | 8834700503 |
| 24 | Gianni Pilo (curatore)             | I signori dei lupi                            | Comprende il romanzo breve Il lupo mannaro perfetto di Anthony Boucher e dieci racconti di licantropi. | Febbraio 1988  | 883470052X |
| 25 | Gianni Pilo (curatore)             | Il terrore di Cthulhu                         | Comprende otto racconti: uno cadauno di Frank Belknap Long, August Derleth, Robert Bloch, Domenico Cammarota, Luigi Cozzi, Angelo R. Mazzarese e Giorgio Giorgi, e una collaborazione fra Robert Bloch e Howard Phillips Lovecraft.                                                                         | Marzo 1988     | 8834700589 |
| 26 | Domenico Cammarota (curatore)      | Storie di spettri                             | Comprende dodici racconti e tre poesie di fantasmi. | Aprile 1988    | 8834700619 |
| 27 | Ambrose Bierce                     | I racconti dell'orrore                        | Raccolta allestita per il mercato italiano, comprende venticinque racconti. | Marzo 1988     | 8834700627 |
| 28 | Ambrose Bierce                     | La valle degli spiriti                        | Raccolta allestita postuma da Ernest J. Hopkins, comprende venti racconti. | Giugno 1988    | 8834700651 |
| 29 | Gianni Pilo (curatore)             | L'Abisso di Cthulhu                           | Comprende quattordici racconti: tre di Angelo R. Mazzarese, una collaborazione fra August Derleth e Mark Schorer, uno cadauno di Fritz Leiber, Glen Singer, Gary Myers, John Ramsey Campbell, Donald R. Burleson, Robert Bloch, Colin Wilson, Robert William Chambers, Walter C. De Bill e Fabio Calabrese. | Maggio 1988    | 8834700716 |
| 30 | Domenico Cammarota (curatore)      | Storie di demoni                              | Comprende undici racconti di demoni. | Settembre 1988 | 883470309X |
| 31 | Gianni Pilo (curatore)             | La progenie di Cthulhu                        | Comprende il romanzo breve I figli di Cthulhu di Luigi Cozzi e quattro racconti, uno cadauno di Edmond Hamilton, Ray Bradbury, Hans Heinz Ewers e Jean Ray. | Novembre 1988  | 8834700805 |
| 32 | Clark Ashton Smith                 | Hyberborea                                    | Raccolta allestita postuma da Lin Carter, comprende nove racconti di Hyperborea e due del Bordo del Mondo. | Aprile 1989    | 8834701321 |
| 33 | Clark Ashton Smith                 | Xiccarph                                      | Raccolta allestita postuma da Lin Carter, comprende il dittico di Xiccarph, tre racconti di Aihai, il dittico "Oltre le stelle", tre racconti degli "Altri regni", due autoconclusivi e la sesta poesia della sequenza Prose Petals.                                                                        | Giugno 1989    | 8834701119 |
| 34 | Clark Ashton Smith                 | Averoigne                                     | Raccolta allestita per il mercato italiano, comprende otto racconti del ciclo di Averoigne e una silloge originale di quattro racconti intitolata "Altrove". | Ottobre 1989   | 883470097X |
| 35 | Arthur Conan Doyle                 | Il vampiro del Sussex                         | Raccolta allestita per il mercato italiano, comprende undici racconti. | Aprile 1990    | 8834700996 |
| 36 | Clark Ashton Smith                 | Malneant                                      | Raccolta allestita per il mercato italiano, comprende dodici racconti autoconclusivi. | Novembre 1990  | 8834700961 |
| 37 | Gianni Pilo (curatore)             | L'orrore nella musica                         | Comprende quattordici racconti inerenti alla musica. | Aprile 1991    | 8834700694 |
| 38 | Brian Lumley                       | La saga di Titus Crow                         | Primo romanzo dell'esalogia di Titus Crow, ambientato nell'universo del Ciclo di Cthulhu. | Settembre 1991 | 8834700511 |

| N. | Autore                                  | Titolo                | Note                                                                                        | Anno          | ISBN       |
| -- | --------------------------------------- | --------------------- | ------------------------------------------------------------------------------------------- | ------------- | ---------- |
| 1  | Jessie Douglas Kerruish e Cherry Wilder | La maledizione eterna | Omnibus comprendente il romanzo eponimo di Kerruish e in appendice un racconto di Wilder.   | Febbraio 1992 | 8834700414 |
| 2  | Fred Saberhagen                         | Vampiro!              | Primo romanzo del Ciclo di Dracula.                                                         | Ottobre 1992  | 8834703626 |
| 3  | John Christopher                        | Il piccolo popolo     |                                                                                             | Novembre 1992 | 8834703677 |
| 4  | Brian Lumley                            | Ritorna Titus Crow    | Secondo romanzo dell'esalogia di Titus Crow, ambientato nell'universo del Ciclo di Cthulhu. | Aprile 1993   | 8834703758 |